# Кхешань
Кхеша́нь (вьет. Khe Sanh) — городская община-коммуна (вьет. thị trấn), административный центр уезда Хыонгхоа (вьет. Hướng Hóa) провинции Куангчи во Вьетнаме. Находится в 20 км от пограничного перехода в Лаос Лаобао и в 63 км от административного центра провинции Куангчи города Донгха. Во время Вьетнамской войны возле Кхешани располагалась одноимённая военная база США, осада которой в 1968 году получила большую международную известность.

## Американская база

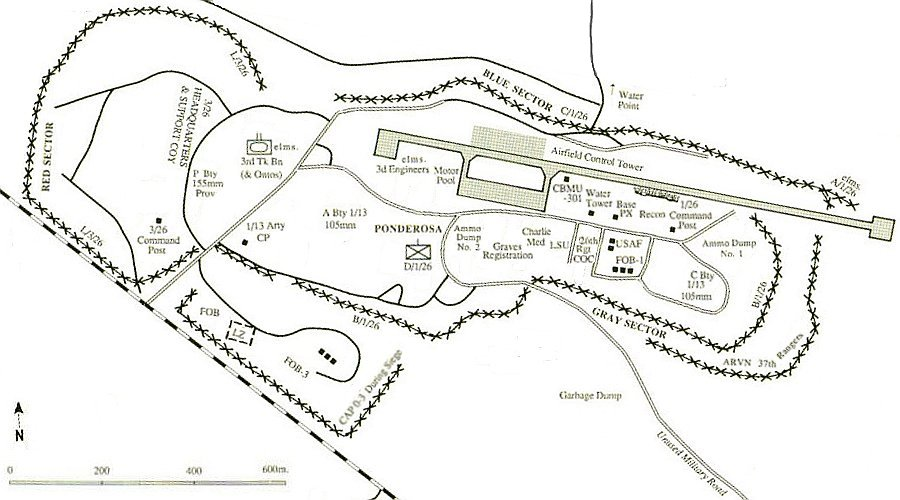
План военной базы Кхесань

База Кхесань (такое название устоялось в советской военной литературе) была построена в 1962 году как лагерь американского спецназа. Она находилась в малонаселённом горном районе Южного Вьетнама, на плато в 18 милях к югу от ДМЗ и 8 к востоку от лаосской границы. База стояла на шоссе № 9, которое и поныне является главной дорогой, связывающей центральный Вьетнам и Лаос. В конце 1966 года «зелёные береты» перебрались в новый лагерь (Лангвей) к юго-западу от Кхесани, а база была занята подразделениями морской пехоты США. Она была самой западной точкой «линии Макнамары», строительство которой разворачивалось в это время. Кхесань использовалась как тренировочная база для местных кадров (монтаньяров) и отправной пункт для подразделений специального назначения, занимавшихся разведкой на «тропе Хо Ши Мина».
В апреле—мае 1967 года возле Кхесани произошли ожесточённые «бои за высоты», в ходе которых морской пехоте удалось сорвать планы северовьетнамского командования по захвату базы. В январе 1968 года база была взята в осаду несколькими дивизиями Армии Северного Вьетнама, перерезавшими единственный наземный путь её снабжения. Осада Кхесани получила самое широкое освещение в средствах массовой информации США и стала одним из самых известных эпизодов войны. Не достигнув успеха и понеся тяжёлые потери в результате ударов авиации и артиллерии США, в марте северовьетнамские войска в основном отошли от базы. В апреле наземная дорога снабжения была открыта американской 1-й кавалерийской дивизией. Однако возможная потеря Кхесани вызвала большую обеспокоенность средств массовой информации, которые, по мнению американских военных, излишне драматизировали ситуацию. Повторная осада была очень возможной после перегруппировки сил противника. Чтобы избежать крайне негативного информационного эффекта этого события, американские силы в начале июля 1968 года оставили базу, уничтожив все её оборонительные позиции.
В феврале 1971 года в рамках подготовки вторжения в Лаос база Кхесань была повторно занята войсками США. В ходе вторжения здесь базировались вертолётные и артиллерийские подразделения, осуществлявшие поддержку южновьетнамских сил в Лаосе. В дальнейшем Кхесань была передана Армии Республики Вьетнам. Весной 1972 года во время Пасхального наступления она была захвачена северовьетнамской армией и оставалась под её контролем до конца войны.